# Piotr Pilik
Piotr Pilik (łac. Pilkonis) herbu Rogala (zm. po 1435), zwany Pilikowicem lub Pilikowiczem – syn Jana (wojewody czerskiego który poległ 12 lub 16 sierpnia 1399 w bitwie nad Worsklą).
Marszałek dworu Janusza I (1381–1398), podstoli warszawski (1385), podkomorzy zakroczymski (1390–1400), wojewoda mazowiecki (1402–1435).
Był sygnatariuszem pokoju mełneńskiego 1422 roku.
Właściciel rozległych dóbr – Drwalew, Chynów, Skuły, Węgrów (nadany przez Janusza).
Wystawił kościół w Węgrowie (2 grudnia 1414) i Chynowie (1434).
Zmarł bezdzietnie i dobra węgrowskie wróciły do książąt litewskich, dobra w ziemi czerskiej zapisał bratankom ze Skuł używających nazwiska Skulski.